# 中子弹
中子弹是一种以高能中子辐射为主要杀伤力的低質量戰術氢弹，目的是杀伤敌方人员，对建筑物和设施破坏相對較少，带来的长期放射性污染較低，尽管从来未曾在实战中使用过，但仍将之称为战场上的“战神”，是一种具有核武威力而又可用的战术武器。

## 概述
中子彈（英語：Neutron bomb）又稱強型輻射彈（英語：enhanced radiation bombs）或是中性子炸彈，是一種靠微型原子彈引爆的超小型氫彈，外層用鈹反射層包著，它只產生少量衝擊波和紅外線，僅為一般核爆炸的十分之一，但釋放大量中子束，中子可自由逸出，使放射性沾染的範圍比較小。中子的貫穿能力極強，佔總能量的80%左右，而中子作為一種微粒子，能夠輕易穿透裝甲車輛、建築物、磚牆去殺傷人員，而裝甲車輛、建築物和武器卻能完好的保存下來。
中子彈對付生物的原理，是當大量的中子束進入人體後，能夠破壞人體細胞組織和中樞神經系統。當人體吸收的中子束達到一定劑量時，就會在短時間內失去戰鬥力甚至死亡。在辐射吸收特点上，低序数元素、含氢量高的化合物也容易大量吸收和阻挡中子，这点与X射线、伽马射线这些电离辐射的吸收特性有所差别，后者更容易被高原子序数元素吸收和阻挡。

## 發展

### 美國
美國於1958年開始由塞姆·科恩著手於中子彈的研發，雖然總統肯尼迪曾反對過中子彈的發展，1962年由劳伦斯利福摩尔国家实验室首先發展成功，並在內華達州引爆。當時發展的理由是為了阻止蘇軍坦克群入侵西歐，僅使作戰人員死亡或受傷，而武器、通訊等完好如初。
1978年美國總統卡特執政時期中子彈正式投入生產，1981年里根時期為了加強軍備，下令生產長矛飛彈的中子彈頭和203毫米榴彈砲的中子砲彈。至1983年，美国軍方共生产带中子弹弹头的“长矛”战术导弹945枚。

### 法國和前蘇聯
法国和前苏联曾公开承认拥有中子弹的生产能力。

### 中华人民共和国
1999年7月15日，中国國務院新聞辦公室在駁《考克斯報告》的記者招待會上，國務院辦公室主任趙啟正等宣佈，中國在1965年代和1980年代先後掌握了中子彈設計技術和核武器小型化技術。

### 印度
1999年8月16日印度宣稱能製造中子彈。

## 使用
雖然自1991年之後，歷次美軍參加的主要國際作戰，都有在開戰初以中子彈打擊對手的傳聞或計劃，但直到目前為止，中子彈尚未在實戰中使用。

## 輻射後症狀
理論上遭到中子輻射汙染的人員，短時間內即會感到噁心，暫時（或永久）失去活動能力，繼而發生嘔吐、發燒等症狀，甚至會出現休克現象，白血球明顯下降，最後導致白血病，几天内即死去。

## 流行文化
- 電影《黑暗騎士：黎明昇起》：偉恩企業製作的中子彈被班恩取走並啟動，企圖攻擊高譚市。
- 漫畫《20世紀少年》：友民黨將中子彈裝在巨大機器人身上，企圖攻擊新宿。
- 電影《玩命特區》：毒梟想將中子飛彈射向底特律市，但未能發射。
- 遊戲《終極動員令：將軍》：中國核武將軍程世涛能升級核子加農炮為中子加農炮。
- 漫畫《BLOODY MONDAY》：恐怖份子企圖在日本境內引爆中子彈。
- 小說《緋彈的亞莉亞》:伊藤茱斬用護衛艦上的中子魚雷攻擊首相的遊艇，後被金次攔截。